# Quistrachia barrowensis
Quistrachia barrowensis är en snäckart som beskrevs av Alan Solem 1997. Quistrachia barrowensis ingår i släktet Quistrachia och familjen Camaenidae. Inga underarter finns listade i Catalogue of Life.